# Minòrids del Lleó
Els Minòrids del Lleó són una pluja de meteors dèbil que té lloc entre el 19 i el 27 d'octubre de cada any. Aquesta pluja pot ser vista a ull nu en nits amb llunes poc brillants, tot i que la millor manera d'observar-la és amb telescopi des de l'hemisferi nord. La pluja es troba relacionada amb el cometa C/1739 K1 i presenta el radiant a la constel·lació del Lleó Menor. Aquesta pluja a vegades presenta una THZ de només 2 meteors per hora.